# Generator Zla
Albums de Aria
Ночь короче дня Химера
Generator Zla (en russe : Генератор зла signifiant « Le Générateur du Mal ») est le septième album du groupe russe Aria sorti en 1998 soit trois ans après Noch Koroche Dnya. Encore, et pour la dernière fois, M. Pushkina se voit chargée de la rédaction exclusive des paroles.

## Liste des chansons
| N° | Titre            | Translittération  | Traduction             | Parolier | Durée |
| -- | ---------------- | ----------------- | ---------------------- | -------- | ----- |
| 1  | Смотри!          | Cmotri!           | Regarde !              | Pushkina | 4:28  |
| 2  | Грязь            | Gryaz'            | Saleté                 | Pushkina | 4:44  |
| 3  | Дезертир         | Dezertir          | Déserteur              | Pushkina | 6:29  |
| 4  | Пытка Тишиной    | Pytka Tishinoy    | Torturé par le Silence | Pushkina | 5:53  |
| 5  | Беги За Солнцем  | Begi Za Solntsem  | Cours après le Soleil  | Pushkina | 6:11  |
| 6  | Обман            | Obman             | Duperie                | Pushkina | 5:18  |
| 7  | Отшельник        | Otshel'nik        | L'Ermite               | Pushkina | 5:38  |
| 8  | Закат            | Zakat             | Crépuscule             | Pushkina | 4:50  |
| 9  | Дьявольский Зной | D'yavol'skiy Znoy | Chaleur Infernal       | Pushkina | 4:54  |
| 10 | Замкнутый Круг   | Zamknutyy Krug    | Cercle Vicieux         | Pushkina | 6:48  |

## Membres du groupe en 1998
- Valery Kipelov - Chant
- Vladimir Kholstinin - Guitare
- Sergey Terentyev - Guitare
- Vitaly Dubinin - Basse
- Aleksandr Maniakin - Batterie